# 7457 Веселов
7457 Веселов (7457 Veselov) — астероїд головного поясу, відкритий 16 вересня 1982 року.
Тіссеранів параметр щодо Юпітера — 3,340.